# Alma Abrahamsson
Alma Sofia Abrahamsson, född 1 oktober 1906, död 10 maj 1977, var föreståndare för Förskolan för döva i Göteborg och en stark förkämpe för teckenspråket.

## Biografi
Alma Abrahamsson föddes i Göteborg. Båda hennes föräldrar, Anna och Carl Abrahamsson, var döva och hon lärde sig tidigt de dövas teckenspråk. Hon tog lärarexamen 1926 och fick genast arbete som lärare vid Förskolan för döva i Göteborg. För att förkovra sig ytterligare studerade hon vid Manillaskolan i Stockholm och tog en examen som dövlärare 1931. År 1940 blev hon föreståndare för Förskolan för döva, där hon fortsatte sin verksamhet fram till pensionen 1968.
Förskolan för döva hade inrättats 1902. Föreståndare då Alma Abrahamsson anställdes var Annie Koch. Denna hade genomgått en labiologiutbildning i USA och undervisningen på skolan bedrevs enligt läppavläsningsmetoden och inte med teckenspråksinlärning som Alma Abrahamsson förordade. Trots att Annie Koch handplockade Alma Abrahamsson till skolan och delvis bekostade hennes utbildning fanns i detta avseende en motsättning mellan dem.
Kampen mellan de två metoderna, att tala med händerna och kommunicera med ett eget språk eller att kommunicera inom det förhärskande språket genom läppavläsning, hade pågått sedan slutet av 1700-talet. Vid slutet av 1800-talet fick den orala metoden starkt stöd. Teckenspråket ansågs för primitivt eftersom det exempelvis ansåg sakna grammatik. Man menade också att det omöjliggjorde abstrakt tänkande. På en internationell dövlärarkongress i Milano 1880 beslöts att den orala metoden skulle tillämpas i hela Europa, vilket också påverkade utbildningen i Sverige. Den orala metoden som redan tidigare delvis använts vid Manillaskolan blev allenarådande. Ambitionen var att göra de döva så hörande som möjligt. Denna inriktning förstärktes ytterligare efter andra världskriget, då den tekniska utvecklingen ledde till att allt bättre förstärkarapparater kom fram.
Trots att Alma Abrahamsson alltså utbildats i den orala metoden vid Manillaskolan och tvingades undervisa enligt den, kämpade hon envist för teckenspråket. Det berättas om henne att hon i praktiken bedrev sin undervisning med teckenmetoden men att hon övergick till den orala metoden när det kom besökande. Hon läste tidningar och sagor för barnen, som de fick återberätta genom att spela upp innehållet som teater. Hon lät barnen besöka bondgårdar för att de skulle få lära sig om de olika handgrepp som utfördes där.
Alma Abrahamsson fick utstå en hel del kritik, men hon var en mycket älskad och uppskattad lärare. Många elever har vittnat om hur dörren till omvärlden öppnades genom teckenspråket och hur de fick sin föreställningsvärld berikad.
Alma Abrahamsson var verksam på många sätt; som tolk och arrangör av kurser och fritidsaktiviteter. År 1969 stiftade hon Dövas pensionärsförening. Hon kom att bli de dövas ambassadör i en tid då de ställdes utanför samhället och under senare delen av sitt liv och postumt fick hon äntligen sitt erkännande.
Alma Abrahamsson avled 1977 och är begravd på Västra kyrkogården i Högsbo, Göteborg.

## Priser och utmärkelser
År 1965 tilldelades Alma Abrahamsson Göteborgs Stads förtjänsttecken. Postumt tilldelades hon medaljen Illis quorum för sina mångåriga och betydelsefulla insatser för de döva i Sverige. Postumt erhöll hon även Kruthmedaljen, som är uppkallad efter snickaren Lars Kruth, som var en pionjär inom dövrörelsen i Sverige och förkämpe för teckenspråket.